# Michael Jarrell
Charles Michael Jarrell znany jako Michael Jarrell (ur. 15 maja 1940 w Opelousas, Luizjana) – amerykański duchowny katolicki, biskup Lafayette w metropolii Nowy Orlean w latach 2002-2016.
Ukończył niższe seminarium w Lafayette, po czym skierowany został na studia na Katolicki Uniwersytet Ameryki. Święcenia subdiakonatu i diakonatu otrzymał w 1966. 3 czerwca 1967 przyjął święcenia kapłańskie w katedrze św. Jana Ewangelisty w Lafayette z rąk bpa Maurice'a Schexnaydera. Przez kolejne dziesięciolecia służył duszpastersko w rodzinnej diecezji. W 1988 otrzymał tytuł prałata honorowego Jego Świątobliwości. 
29 grudnia 1992 mianowany ordynariuszem Houmy-Thibodaux. Sakry udzielił mu metropolita Francis Schulte. 8 listopada 2002 przeniesiony do swej rodzinnej diecezji. Ingres do katedry, w której był ordynowany do kapłaństwa, miał miejsce 18 grudnia 2002.